# Talsperre Odivelas
Die Talsperre Odivelas (portugiesisch Barragem de Odivelas) liegt in der Region Alentejo Portugals im Distrikt Beja. Sie staut den Odivelas, einen rechten (östlichen) Nebenfluss des Sado zu einem Stausee (port. Albufeira da Barragem de Odivelas) auf. Die namensgebende Gemeinde Odivelas liegt ungefähr zwei Kilometer südwestlich der Talsperre.
Mit dem Projekt zur Errichtung der Talsperre wurde im Jahre 1967 begonnen. Der Bau wurde 1972 fertiggestellt. Die Talsperre dient der Bewässerung. Sie ist im Besitz der Associação de Beneficiários da Obra de Odivelas.

## Absperrbauwerk
Das Absperrbauwerk besteht aus einem Staudamm auf der rechten sowie einer Pfeilergewölbestaumauer mit 5 Bögen auf der linken Seite. Die Höhe des Bauwerks beträgt 55 m über der Gründungssohle (48 m über dem Flussbett). Die Mauerkrone liegt auf einer Höhe von 106 m über dem Meeresspiegel. Die Länge der Mauerkrone beträgt 544 m und ihre Breite 7,5 m. Das Volumen des Staudamms beträgt 86.000 m³, das Volumen der Staumauer 97.000 m³.
Die Staumauer verfügt sowohl über einen Grundablass als auch über eine Hochwasserentlastung. Über den Grundablass können maximal 50 m³/s abgeleitet werden, über die Hochwasserentlastung maximal 650 m³/s.  Das Bemessungshochwasser liegt bei 1.100 m³/s; die Wahrscheinlichkeit für das Auftreten dieses Ereignisses wurde mit einmal in 100 (bzw. 1.000) Jahren bestimmt.

## Stausee
Beim normalen Stauziel von 103 m (maximal 104,55 m bei Hochwasser) erstreckt sich der Stausee über eine Fläche von rund 9,73 km² und fasst 96 Mio. m³ Wasser – davon können 70 Mio. m³ genutzt werden. Das minimale Stauziel liegt bei 91,3 m.